# Alain Laville
Pour les articles homonymes, voir Laville (homonymie).
Alain Laville (Paris, 20 mai 1950 - Paris, 26 février 2003) est un journaliste français.

## Biographie
Reporter à France Dimanche, rédacteur en chef de Télé 7 Jours (de 1982 à 1996) avant de devenir grand reporter à Nice-Matin, Alain Laville était également un journaliste d'investigation qui a effectué d'importantes recherches sur le grand banditisme.
Il meurt prématurément, en 2003, d’une crise cardiaque à l’âge de 52 ans.

## Publications
- Quatre ans dans l'enfer des fous (avec Jean-Maurice Cervetto), Presses de la Cité, 1976
- Crimes sexuels et amants bizarres, J. Grancher, 1977
- Émile Coryn. Mimile le clown, Hachette, 1978
- Un jour Irène revivra ? Huit ans dans le coma, Presses de la Cité, 1978
- Le Juge Michel. Pourquoi est mort celui qui allait révéler les secrets de Marseille, Presses de la Cité, 1982
- Un crime politique en Corse. Claude Érignac le préfet assassiné, Le Cherche Midi, 1999[2]